# Източна криза
Източната криза (на английски: Great Eastern Crisis, Голямата Източна криза) е своеобразна кулминация в развитието на т. нар. Източен въпрос. След Кримската война (1853 – 1856 г.) в основен фактор за отношенията в Югоизточна Европа се превръща националноосвободителното движение на балканските народи. В средата на 70-те години на XIX век на дневен ред излиза въпросът за ликвидиране на османското господство в Босна и Херцеговина, остров Крит и в българските земи. В Източната криза са вплетени непосредствените интереси на Великите сили – Русия, Австро-Унгария, Германия и Великобритания. Конфликтът води началото си от избухването на въстанието в Босна и Херцеговина през юли – август 1875 г., преминава през Априлското въстание и Сръбско-турската война (1876) и намира своята развръзка с Цариградската конференция, Руско-турската война от 1877 – 1878 г. и Берлинския конгрес от юни – юли 1878 г.

## Предпоставки
Вследствие на множеството пропаднали опити за подобряване състоянието на подвластното население чрез реформи, ширещото се беззаконие, гнилата структура на османския държавно-административен апарат и произвола на местните земевладелци, през 1874 г. назрява поредният конфликт в западната част на Балканите. Формираният още през 1463 г. от териториите на Босна и Херцеговина пашалък често става арена на сблъсъците между Османската империя и монархията на Хабсбургите, търсещи влияние в региона. През XIX век, въпреки натиска на европейските страни, състоянието на християнското и мюсюлманско селско население слабо се променя. Местните бейове и чифликчии приспадат до 40% от реколтата и изискват тежка ангария от подвластните.
Слабата реколта от 1874 дава пряк повод за бунт в двете области.
Сърбия и Черна гора започват неофициално да подпомагат изграждането на комитети и снабдяването с оръжия и муниции. Очертават се условия за избухване на война между двете княжества и Високата порта, в която да се вплете и сблъсъкът на австрийските и сръбско – черногорските интереси. След обединението на Германия, Прусия, Австрия и Русия се намират в дипломатическо съглашение, известно като Съюз на тримата императори – Александър II, Франц Йосиф и Вилхелм I. В техните отношения от миналото Балканите са проблемен пункт, където се сблъсквали противоречивите интереси на Русия и Хабсбургската монархия. Великобритания също не е безучастна във въпроса, касаещ и нейното влияние в Проливите.

### Интересите на Австро-Унгария
След като Прусия взима преимущество в обединението на Германия, политиката на Австро-Унгария се насочва на югоизток. С господството си над славянското население в западните Балкани и желанието за влияние и експанзия Виена и Будапеща влизат в пряк конфликт със Сърбия и националноосвободителните движения на подвластните народности. В интерес на Виена е осуетяването на промяна в статуквото – раждането на нови славянски княжества, както и нови конфликти с Османската империя за покровителството на Сърбия и Черна гора. Целта на австро-унгарските държавници е укрепване на властта в западната част на Балканския полуостров и завладяване на Босна и Херцеговина, проникване по долината на Вардар и Егейското крайбрежие.

### Интересите на Русия
След Кримската война основна цел на руските политици е възстановяването на изгубените позиции на Балканите. В началото на 70-те Русия активизира своята балканска и близкоизточна политика, след като укрепва отношенията си с Прусия в лицето на Бисмарк. През 1870 г. били денонсирани клаузите от Парижкия мирен договор, отнасящи се до забрана за поддържане на руски черноморски флот. През 1873 г. положени са основите на пакта между тримата императори на принципа на запазване на статуквото. Въпреки това Русия отново започва да се очертава като естествен съюзник и покровител в борбите на подвластните балкански народи.
Сериозен фактор във външните отношения на Русия е появилият се във втората половина на века т.нар. панславизъм. Влиянието, което оказват панславистите в руското общество, е голямо. Без да имат програма или говорител, те се обявяват за освобождение на всички славянски народи от чуждо владичество (т.е. както османско, така и австро-унгарско) и за вкарването на тези народи в една федерация от държави, в която Русия да играе водеща роля. Най-вече в тази група народности влизат православните християни – сърби, българи и черногорци. Едни от най-представителните фигури в руското общество, увлечени от идеите на панславизма, са императрицата, бъдещият наследник на престола – Александър III, посланикът на Русия в Цариград – Н. П. Игнатиев и др. Макар и не много дълготрайно панславизмът играе роля във формирането на външната политика на Русия.

### Интересите на Великобритания
В хода на Източната криза Великобритания поддържа своя принцип за запазване целостта на Османската империя. Неин интерес е ограничаване на руското влияние на юг особено в Проливите, където е съсредоточен основният сблъсък на интереси – за Русия – излаз към топлите морета, осигуряващ морската ѝ търговия, а за Англия – контрол върху търговските пътища към далечния Изток и Индия. За Англия Балканите са „стратегическо предмостие“ към главните обекти на нейната търговия. Политиките на Великите сили са вплетени в игра на взаимно ограничаване влиянието в западните провинции на Турция, сред славянското население, както и домогванията до търговията на Босфора и Дарданелите. Русия не желае присъствието на Англия и Австро–Унгария, докато Англия и Австро–Унгария работят за ограничаване руското влияние.

### Състояние на Османската империя
Въпреки че Османската империя излиза победителка от Кримската война, тя се оказва финансово и политически обременена от европейските държави участнички в конфликта. Препотвърдени са капитулациите, подписани с Великите сили, въведени са редица данъчни и законови облекчения за пребиваването и търговията на европейските представители на територията на империята. Направени са отстъпки в сферата на железопътното строителство. От друга страна, държавата на падишаха се вижда принудена да сключва множество заеми, за да попълва все по-разширяващия се недостиг в бюджета. Това способства за установяване на тежка зависимост от Европа, както и възможност и предпоставка за постоянна политическа намеса във вътрешните дела на империята Султанското правителство прави привидни опити за въвеждане на обещаните в Парижкия мир реформи. В периода след севастополския сблъсък се раждат бледите кълнове на османо–турската буржоазия, започнати са реформи в търговията, аграрните отношения, съдопроизводството, законодателството (постулатите на Шериата биват заменяни със светски постановления от европейски тип). В началото на 60–те години е осъществена административна реформа. Въведени са меджлисите като местни смесени съвети, в които взимат участие и християнски представители. Недостигът на пари, както и гнилата въпреки реформите държавна и данъчна система, не позволяват подобряване положението на подвластните народи. Общата поквара и рушветчийство във фискалния апарат – източник на основните проблеми на населението в низините на империята, както и зачестилите нападения на татари и черкези, идващи от Южна Русия и Кавказ, подпомагат по-нататъшното пропадане на държавата.

## Ход на събитията

### Въстанието в Босна и Херцеговина
Избухването на въстанието в Босна и Херцеговина през лятото на 1875 г. полага началото на Източната криза. Неуспехът на Османската империя в потушаването му, налага Съюзът на тримата императори да започне консултации. Австро-унгарските интереси получават приоритет поради по-близкото географско разположение до Босна и Херцеговина. Първоначалните преговори се свързват с действията на австрийския външен министър Дюла Андраши. През 1875 г. с одобрението на трите Велики сили е изготвена т. нар. нота на Андраши – предложения за реформи в Османската империя, изпратена на Портата като база за споразумение. Султанът приема условията, но въстаниците отхвърлят нотата. През май 1876 г. е формулирана друга програма – Берлинският меморандум. Той обаче е отхвърлен от турското правителство.
В същото време в България е осъществен бунт в Старозагорско през 1875, а на следващата година избухва Априлското въстание, с което кризата се задълбочава, а зверствата, извършени при потушаването му, имат сериозен отглас в цяла Европа. Уилям Гладстон заклеймява чудовищните османски ексцесии.
Вътрешната политическа ситуация в Османската империя неминуемо се разклаща. Консерваторите, искащи да върнат старите времена, и либералите, които искат напредък към представителни институции, допринасят за свалянето на султан Абдул Азис в края на май 1876 г. След кратко възкачване на Мурад V, на трона застава Абдул Хамид II (1876 – 1909 г.).

### Сръбско-черногорско-турска война
През лятото на 1875 г. натискът върху сръбския княз Милан Обренович и черногорския княз Никола за подкрепа на въстанието в Босна и Херцеговина и за възползване от османската слабост е много силен. Никола е решен да се включи активно, но Милан все още се колебае. Въпреки че официално Русия и Австро-Унгария призовават двамата князе към въздържание, панславистките кръгове наливат пари и доброволци в региона, като така подкрепят поведение в обратната посока.
Руските славянофили изпращат в Белград генерал М. Г. Чернаев, за да застане начело на войските. Комбинацията от обществения натиск в Сърбия и подкрепата на панславистите убедили Милан да действа против Османската империя и през юли 1876 г. Черна гора и Сърбия се намират във война с Портата. Целите на войната са Сърбия да анексира Босна и санджака Нови пазар и да раздели Херцеговина с Черна гора. През юни 1876 г. двете княжества нахлуват във въпросните територии. Междувременно членовете на Съюза на тримата императори се намират в постоянен контакт помежду си. Взето е решение, ако Османската империя спечели във войната, териториалното status quo да се запази, а ако загуби – да бъдат разделени османските владения, без да се създава голяма славянска държава.
Подкрепящите воденето на тази война се надяват на помощ от босненско-херцеговинските въстаници и на избухване на ново въстание в българските земи. И докато черногорци постигат успехи във войната срещу османците, Сърбия се оказва неподготвена. Великите сили се намесват да разрешат конфликта, а османците вече откриват пътя си към Белград. Правителството в Санкт Петербург отправя ултиматум към султана и на 3 ноември 1876 г. е подписано примирие. Решението на въпроса за бунта в Босна и Херцеговина остава открито.

### Цариградска конференция
Моментът за война назрява, след като става ясно, че балканските държави ще загубят войната срещу Османската империя. Все пак се търси мирно решение. Всички Велики сили се събират на 2 декември в Цариград. На конференцията са съставени предложения, които биват представени на турското правителство. Султанът, възползвайки се умело от подкрепата на Англия, обявява конституция, с която твърди, че дава на всичките си поданици равенство и обуславя неделимостта на империята. По този начин бива неутрализирана нуждата от намеса на Великите сили и европейските предложения са отхвърлени, а конференцията – разпусната.